# Kalle på Spången
Kalle på Spången är en svensk komedifilm från 1939 i regi av Emil A. Lingheim. I filmen sjungs bland annat den kända schlagern "Kalle på Spången". I huvudrollerna ses Edvard Persson, Bullan Weijden, John Degerberg, Carl Ström, Tord Bernheim och Mim Persson.

## Handling
Gästgivaren Kalle på Spångens värdshus försöker ta livet med en klackspark trots sin ragata till hustru, en snål spritkassörska, och alla lagar som överheten skapat för att göra tillvaron besvärlig. En av pigorna, Karin, är en utomäktenskaplig dotter och hur ska Kalle kunna berätta det för hustrun?
I filmens inledningsscen sitter Kalle (Edvard Persson) på en gåsarygg, högt ovan det skånska landskapet, sjungande "Lite grann från ovan". 
I filmen sjunger Persson bara tre verser av Lasse Dahlquists originalmelodi, men det finns en vers till, som Edvard Persson själv skrev. Den versen är en subtil påminnelse om de orostider som präglar Europa och världen vid tiden för krigsutbrottet 1939:
| ” | Nu jordens alla murar börjar skaka, en samling dårar satt vår värld i brand. Vad fäderna byggt upp blir pannekaka, det rycks och slits i gamla vänskapsband. Ack kära Ni som slåss därner' på jorden, kom upp och ta en liten titt med mig. Jag är ganska säker på att Ni skäms en smula då, när Ni ser vår gamla jord så här från ovan. | „ |

## Om filmen
Spångens gästgivaregård ligger strax utanför Ljungbyhed i Skåne. Filmen hade svensk premiär den 4 november 1939 i Stockholm på biograferna Astoria vid Nybrogatan och Plaza vid Odengatan. Dansk premiär den 29 januari 1940 och filmen visades där ända till den 8 oktober 1941, en av de filmer som visats längst tid på repertoaren i Danmark.
Kalle på Spången har visats i SVT, bland annat i maj 2020, i mars 2022 och i april 2024.
Filmteamet önskade spela in filmen på Röstånga gästgivaregård, men krögaren där avböjde och inspelningarna förlades till Spången istället.

## Rollista i urval

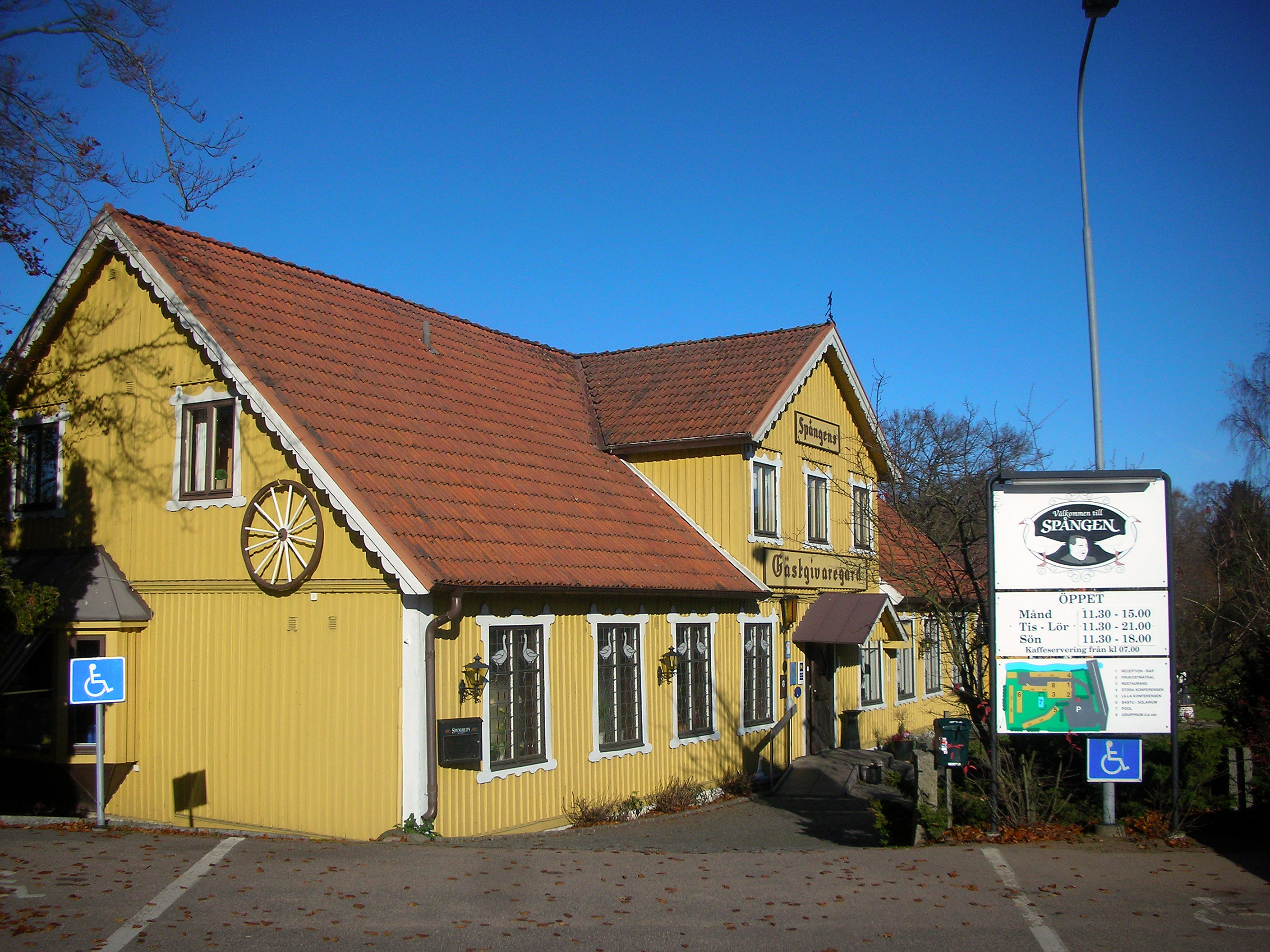
På Spångens Gästgivaregård är Edvard Perssons rollfigur Kalle fortfarande viktig – se bilden på skylten

| Edvard Persson     | – Karl Jeppsson, källarmästare på Spångens gästgifvaregård |
| Bullan Weijden     | – Berta, hans hustru                                       |
| John Degerberg     | – Sjölund, sjökapten på landbacken                         |
| Carl Ström         | – Landsfiskal Högberg                                      |
| Tord Bernheim      | – Gösta Högberg, hans son                                  |
| Mim Persson        | – Stina, piga på Spången                                   |
| Annita Gyldtenungæ | – Karin, Karls oäkta dotter, piga på Spången               |
| Walter Sarmell     | – Mjölnar-Olle                                             |
| Olga Hellquist     | – Hortensia Kraft, spritkassörska på Spången               |
| Harry Persson      | – Oskar Olsson, brudgum                                    |
| Per Björkman       | – dräng på Spången                                         |
| Emy Owandner       | – servitris på Spången                                     |
| Stig Bergman       | – smörgåsnisse på Spången                                  |
| Georg Funkquist    | – amerikan                                                 |

## Musik i filmen
- Lite grann från ovan, kompositör och text Lasse Dahlqvist, sång Edvard Persson.
- Kalle på Spången, kompositör Lasse Dahlquist, text Lasse Dahlquist och Sven Gustafson, sång Edvard Persson, Harry Persson och Tord Bernheim.
- Släbodans, musikarrangör Emrik Sandell och Maurits Werner, instrumental.
- Ljud-Pelles vals, kompositör Edvin Lindberg, instrumental.
- Vila vid denna källa (Oförmodade avsked, förkunnat vid Ulla Winblads frukost en sommarmorgon i det gröna), kompositör och text Carl Michael Bellman, sång Edvard Persson.
- Pilarnas land, kompositör Erik Baumann, instrumental.
- När klockorna ringa till ave, musikarrangör Nathan Görling, svensk text Edvard Persson, sång Edvard Persson.
- Sång till Skåne, kompositör Felix Körling, text Charles Henry.
- För gamla Sveriges väl (Ett, två, ett, två/Skördemarsch), kompositör Alvar Kraft, text Charles Henry, sång Edvard Persson.
- Skördegille, musikarrangör Erik Baumann, instrumental.
- Skåne är ett härligt land, musikarrangör Erik Baumann, instrumental.
- Lördagsfröjd, kompositör Algot Nilsson, instrumental.
- Landstormsmusik, kompositör Algot Nilsson, instrumental.
- Jag har bott vid en landsväg, kompositör Alvar Kraft, text Charles Henry, sång Edvard Persson.

## DVD
Filmen gavs ut på DVD 2014.